# Andrew J. Fenady
Pour les articles homonymes, voir Fenady.
Andrew John Fenady, né le 4 octobre 1928 à Toledo dans l'Ohio et mort le 16 avril 2020 à Los Angeles en Californie, est un scénariste, producteur, acteur et romancier américain.

## Biographie
Après des études en lettres et en économie à l'université de Toledo, Andrew Fenady s'oriente vers le théâtre puis le cinéma en s'installant à Hollywood. Il débute comme scénariste et assistant pour la série télévisée Confidential File de Paul Coates (en) et y rencontre notamment le réalisateur Irvin Kershner. Fenady écrit en 1958 le scénario du film policier Stakeout on Dope Street (en) qui est la première réalisation de Kershner. Suit un second film policier, The Young Captives (en), fruit d'une nouvelle collaboration entre les deux hommes.
Fenady et Kershner s'orientent alors vers le western. Fenady écrit la série The Rebel (en) avec l'acteur Nick Adams qui assure le rôle principal. Kershner tourne une partie des soixante-seize épisodes. Il signe ensuite deux épisodes de téléfilms puis le scénario du western Marqué au fer rouge de Bernard McEveety d'après un roman d'Al Dewlen. Il produit ensuite la série télévisée Le Proscrit (Branded).
En 1967, il travaille sur une nouvelle série télévisée, Hondo, reprise du film Hondo, l'homme du désert de John Farrow. Ce projet est transposé en téléfilm puis amène Fenady à écrire en 1970 le scénario du western Chisum d'Andrew V. McLaglen avec John Wayne dans le rôle principal.
Fenady travaille par la suite sur différents projets au cours des années 1970. Il signe plusieurs scénarios de téléfilms pour différents réalisateurs, dont Bernard L. Kowalski, Lee H. Katzin et Bernard McEveety, pour qui il assure également la production de plusieurs projets. Pour son frère Georg Fenady, un prolifique réalisateur de séries télévisées, il écrit les scénarios de Terror in the Wax Museum et Arnold.
En 1980, il commence une carrière d'écrivain avec la publication du roman policier pastiche The Secret of Sam Marlow. Il adapte ce texte pour le cinéma, ce qui donne le film Détective comme Bogart (The Man with Bogart's Face) de Robert Day, avec l'acteur Robert Sacchi (en) dans le rôle principal.
En 1989, il signe le scénario du téléfilm Jack Spanner, Private Eye d'après un roman de L. A. Morse, avec Robert Mitchum dans le rôle principal. En 1993, il adapte le roman Le Loup des mers de l'écrivain Jack London pour Michael Anderson qui réalise le téléfilm éponyme avec Charles Bronson dans le rôle-titre. Depuis, il se consacre à l'écriture, avec la publication de nombreux westerns et d'une pièce de théâtre.
Au cours de sa carrière, Fenady a également assuré quelques rôles secondaires dans ses travaux. Il a notamment joué le rôle de l'officier Philip Sheridan lors d'une épisode de la série The Rebel.
En 1995, en honneur à sa carrière, il reçoit un Golden Boot Awards.

## Filmographie

### Comme scénariste

#### Au cinéma
- 1958 : Stakeout on Dope Street (en) d'Irvin Kershner
- 1959 : The Young Captives (en) d'Irvin Kershner
- 1966 : Marqué au fer rouge (Ride Beyond Vengeance) de Bernard McEveety
- 1970 : Chisum d'Andrew V. McLaglen
- 1973 : Terror in the Wax Museum de Georg Fenady
- 1973 : Arnold de Georg Fenady
- 1980 : Détective comme Bogart (The Man with Bogart's Face) de Robert Day

#### À la télévision

##### Téléfilms
- 1961 : Las Vegas Beat de Bernard L. Kowalski
- 1963 : Postmark: Jim Fletcher de Bernard McEveety
- 1967 : Hondo (Hondo and the Apaches) de Lee H. Katzin
- 1971 : Black Noon (en) de Bernard L. Kowalski
- 1974 : The Hanged Man de Michael Caffey
- 1976 : Panique en plein ciel (Mayday at 40,000 Feet!) de Robert Butler
- 1977 : The Hostage Heart de Bernard McEveety
- 1977 : The Mask of Alexander Cross de Bernard McEveety
- 1986 : A Masterpiece of Murder de Charles S. Dubin
- 1989 : Jake Spanner, Private Eye de Lee H. Katzin
- 1991 : Le Messager de l'espoir (Yes, Virginia, there is a Santa Claus) de Charles Jarrott
- 1993 : Le Loup de mer (The Sea Wolf) de Michael Anderson

##### Séries télévisées
- 1955 – 1958 : Confidential File
- 1959 – 1961 : The Rebel (en)
- 1965 – 1966 : Le Proscrit (Branded), épisode Leap Upon Mountains... et A Destiny Which Made Us Brothers
- 1967 : Hondo

### Comme producteur

#### Au cinéma
- 1958 : Stakeout on Dope Street (en) d'Irvin Kershner
- 1959 : The Young Captives (en) d'Irvin Kershner
- 1965 : Broken Sabre de Bernard McEveety
- 1966 : Marqué au fer rouge de Bernard McEveety
- 1970 : Chisum d'Andrew V. McLaglen
- 1973 : Terror in the Wax Museum de Georg Fenady
- 1973 : Arnold de Georg Fenady
- 1980 : Détective comme Bogart (The Man with Bogart's Face) de Robert Day

#### À la télévision

##### Téléfilms
- 1961 : Las Vegas Beat de Bernard L. Kowalski
- 1967 : Hondo (Hondo and the Apaches) de Lee H. Katzin
- 1971 : Black Noon (en) de Bernard L. Kowalski
- 1972 : The Woman Hunter (en) de Bernard L. Kowalski
- 1973 : Voyage of the Yes de Lee H. Katzin
- 1973 : The Stranger de Lee H. Katzin
- 1974 : The Hanged Man de Michael Caffey
- 1973 : Sky Heist de Lee H. Katzin
- 1976 : Panique en plein ciel (Mayday at 40,000 Feet!) de Robert Butler
- 1977 : The Hostage Heart de Bernard McEveety
- 1977 : The Mask of Alexander Cross de Bernard McEveety
- 1986 : Qui est Julia? (Who Is Julia?) de Walter Grauman
- 1989 : Jake Spanner, Private Eye de Lee H. Katzin
- 1990 : The Love She Sought de Joseph Sargent
- 1991 : Le Messager de l'espoir (Yes, Virginia, there is a Santa Claus) de Charles Jarrott
- 1993 : Le Loup de mer (The Sea Wolf) de Michael Anderson

##### Séries télévisées
- 1959 – 1961 : The Rebel (en)
- 1965 – 1966 : Le Proscrit (Branded)
- 1967 : Hondo

### Comme acteur

#### Au cinéma
- 1958 : Stakeout on Dope Street (en) d'Irvin Kershner

#### À la télévision

##### Téléfilms et séries télévisées
- 1960 : The Rebel (en), épisode Johnny Yuma at Appomattox et The Earl of Durango
- 1961 : Las Vegas Beat de Bernard L. Kowalski
- 1965 – 1966 : Le Proscrit (Branded), épisode A Destiny Which Made Us Brothers
- 1990 : The Love She Sought de Joseph Sargent
- 1991 : Le Messager de l'espoir (Yes, Virginia, there is a Santa Claus) de Charles Jarrott
- 1993 : Le Loup de mer (The Sea Wolf) de Michael Anderson

## Œuvre littéraire

### Romans

#### SérieSam Marlow
- The Man with Bogart’s Face (1977)
- The Secret of Sam Marlow (1980)

#### SérieAlex North
- A Night in Beverly Hills (2003)
- A Night in Hollywood Forever (2006)

#### Autres romans
- Claws of the Eagle: A Novel of Tom Horn And the Apache Kid (1984)
- The Summer of Jack London (1985)
- Mulligan (1989)
- Runaways (1994)
- There Came a Stranger (2001)
- The Rebel Johnny Yuma (2002)
- Double Eagles (2002)
- Riders to Moon Rock (2005)
- Big Ike (2007)
- The Trespassers (2008)
- Tom Horn and the Apache Kid (2009)
- The Range Wolf (2012)
- Destiny Made Them Brothers (2013)
- Black Noon (2015)
- The Christmas Trespassers (2018)
- The Mustangers (2019)

### Pièce de théâtre
- The Man with Bogart's Face: A Play in Two Acts (2000).

## Prix et distinction notable
- Golden Boot Awards en 1995.